# Linda Montano
Linda Mary Montano (Saugerties, 18 de enero de 1942) es una artista de performance estadounidense, cuyo trabajo explora la relación entre arte y vida mediante rituales y performances de larga duración, algunas extendiéndose durante varios años. A través de interacciones individuales y talleres colaborativos, investiga cómo el arte puede influir en la vida cotidiana, con un enfoque en la energía espiritual y la disolución de fronteras entre ambas esferas. 

## Trayectoria
Nació en Nueva York y se crio en una familia católica, en la que sus padres que tocaban en una orquesta. Su interés por el ritual católico y su deseo de prestar servicio humanitario le llevaron a unirse al noviciado de las Dominicas de Maryknoll, después de un año de estudiar en la Universidad de New Rochelle. Sin embargo, después de dos años, sufrió anorexia y regresó a la universidad, donde se graduó en 1965 como escultora. Durante la década de 1960, combinó sus estudios con sus primeras incursiones en la performance, a la que se dedicó exclusivamente en 1971. En ese periodo, se casó con el fotógrafo Mitchell Payne y se distanció de la Iglesia Católica, aunque reconoció la influencia de su educación religiosa en su trabajo, especialmente en su disciplina y ética laboral. Su primera gran performance, Chicken Woman (1972), surgió de su exposición de MFA en la Universidad de Wisconsin-Madison, donde exhibió pollos vivos en jaulas minimalistas en el techo del edificio de arte, una instalación iniciada en 1969 bajo el título The Chicken Show.
En 1970,  se trasladó con su esposo a San Francisco, donde realizó performances como Handcuff (1973), en la que permaneció atada a otros artistas, y Three Day Blindfold (1974), donde vivió tres días con los ojos vendados. La muerte accidental de Payne la llevó a explorar el arte como herramienta de sanación. En Mitchell’s Death (1978), combina video y performance para relatar su experiencia tras la noticia, su relación con Payne y el apoyo de su pareja, la compositora y música Pauline Oliveros. Durante la pieza, con el rostro cubierto de agujas de acupuntura, narra los hechos con un canto monástico, explorando el impacto emocional del sonido en la memoria. Profundizó en la relación entre arte y espiritualidad viviendo en un monasterio zen durante tres años y en Ananda Ashram en la década de 1980, donde estudió con Ramamurti Mishra durante más de 30 años. En 1983, colaboró con el artista taiwanés Tehching Hsieh en una performance en la que permanecieron atados por una cuerda durante un año. A finales de la década, comenzó a impartir talleres sobre sexualidad sagrada junto a Annie Sprinkle y Barbara Carrellas, con quienes creó MetamorphoSex, luego renombrado El Arte del Amor, un evento que combinaba taller, ritual y performance, presentado por primera vez en Texas en 1995.
Entre 1984 y 1991, llevó a cabo el proyecto Siete años de arte viviente, en el que adoptó una vestimenta monocromática y pasó tiempo en habitaciones de colores asociados con chakras específicos. Posteriormente, continuó con Otros siete años de arte viviente, dedicándolo a la memoria de su madre, pero sin el uso de colores. Desde 1998, ha extendido esta práctica a otros artistas a través de ciclos de colaboración. Fundó el Art/Life Institute, un espacio de residencia para artistas de performance en Kingston, y escribió The Art/Life Institute Handbook, un manual con ejercicios inspirados en su experiencia.
Retomó el catolicismo influenciada por su padre, lo que la llevó a asistir nuevamente a misa. Desde 2005, ha visitado diversos lugares de peregrinación católicos para llevar peticiones de oración y organiza retiros silenciosos de tres horas en iglesias. Su trabajo reciente incluye la producción de videos sobre temas de fe, como Padre Lebar: sacerdote católico y exorcista, Santa Teresa de Ávila por Linda Mary Montano y Madre Teresa de Calcuta.  También ha llevado a cabo performances de resistencia de tres horas en las que imita a figuras como Paul McMahon y Bob Dylan. Montano donó su archivo a la Biblioteca Fales y Colecciones Especiales de la Universidad de Nueva York en 2013. En 2023, presentó una retrospectiva en el Santa Fe SITE titulada Linda Mary Montano: Always Creative, que consistía en videos, instalaciones, dibujos y perfomances.

## Videografía
- Characters: Learning to Talk (1978) 45 min
- Mitchell's Death (1978) 22 min

- Primal Scenes (1980) 11 min
- Anorexia Nervosa (1981) 60 min
- On Death and Dying (1982) 22 min
- Sharada, Wife of Ramakrishna (with Andy Cockrum and Chris Erlon) (1995) 23 min
- Seven Spiritual Lives of Linda M. Montano (with Andy Cockrum and Chris Erlon) (1996) 13 min
- Seven Stages of Intoxication (with Andy Cockrum and Chris Erlon) (1996) 34 min
- Father Lebar: Catholic Priest and Excorcist (2008)
- Saint Teresa Of Avila By Linda Mary Montano
- Mother Teresa of Calcutta